# 大勲位菊花大綬章
大勲位菊花大綬章（だいくんい きっか だいじゅしょう、英訳名 : Grand Cordon of the Supreme Order of the Chrysanthemum）は、日本の勲章の一つ。1876年（明治9年）12月27日に制定され、最高位である大勲位菊花章頸飾に次ぐ勲章であり、現在は天皇や国家元首以外の生存者叙勲としては事実上最高位である。

## 概要

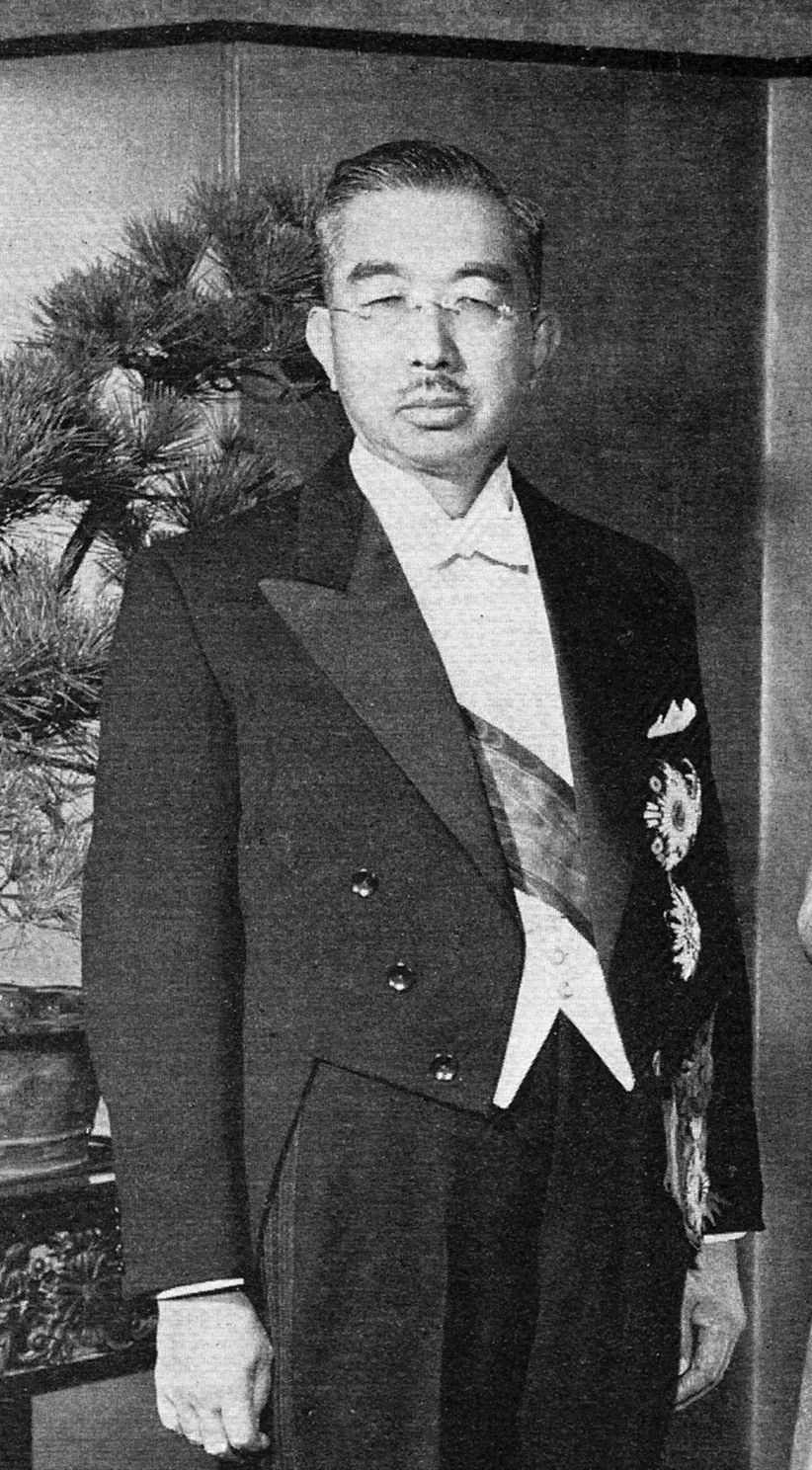
大勲位菊花大綬章を着用した昭和天皇。

大勲位菊花大綬章は、1876年（明治9年）12月27日、日本の最高位勲章として、旭日章に次いで明治初期に制定された勲章である。イギリスのガーター勲章やスウェーデンのセラファン勲章、またデンマークの象勲章など、当時王室国家の多くが、普通勲章の上に制定していた最高位勲章の類に倣い制定されたものである。旭日大綬章または瑞宝大綬章を授与するに値する以上の功労のある者に与えられる上位勲章として桐花大綬章（旧称は勲一等旭日桐花大綬章）が制定されているが、大勲位菊花章は更にその上位に位置する。皇室儀制令で定められていた宮中席次では、大勲位帯勲者は内閣総理大臣などの現職高官をも上回る序列第一類に属し、大勲位菊花章頸飾受章者に次ぐ第二位であった。2003年（平成15年）11月3日に行われた栄典制度改正後も、以前と変わらず日本の最高勲章の一つとして運用されている。

## 意匠
菊花大綬章のデザインは、日本の国旗である「日の丸」を象徴する赤いガラスの日章 を中心に、光線（旭光）が放射状に伸びるといった、旭日章をおおよそ踏襲した物であるが、上下斜めの八方向に旭光が伸びる旭日章に対して、菊花章の旭光は縦横の四方向のみである。また全ての旭光部分には白色七宝で彩色が施されている。この四方に伸びた旭光を囲むように、黄色と緑色の七宝で彩色された菊花と菊葉がそれぞれが配されており、全体的なシルエットは円形に近い。鈕（「ちゅう」。章と綬の間にある金具）は菊花を象っている。正章・副章を含めて全ての地金は純銀で、正章は全体が金鍍金で仕上げられている。副章もほぼ同様の意匠であるが、中心部の旭光には、四方に伸びる外側の旭光に加え、内側に旭日大綬章の副章と同様の八方向に伸びる旭光が重ねられている。章の大きさは、正章の直径は76mm、副章の直径は91mm。旭日章と同様に、正章の裏面は表面同様の刻印と七宝が施されている。
他の勲章が「勲功旌章」の刻印を持つ中で、菊花章に限っては「大勲旌章」の文字が刻まれており、菊花大綬章においては正章の鈕の裏面、また副章の裏面中央に刻印がある。
綬は赤の織地の両脇を紫が縁取る紅紫織。制定当初は男性用の綬は117mm幅と定められていたが、平成に入って他の勲章の大綬と同じく100mm幅に変更されている。女性の外国元首などへ贈与する場合は宝冠大綬章と同じ79mm幅の大綬が用いられる。大綬は右肩から左脇に垂れ、正章を掛ける。副章は左胸に佩用する。栄典制度改定以前に女性国家元首などに贈られた際には、宝冠章の大綬と同様の蝶結状のロゼッタを持つ大綬が用いられていたが、現在では大きさこそ異なるものの、男性用と同じ扇型を合わせた円形のロゼッタを持つ物が用いられている。

### 栄典制度改正による意匠の変更
大勲位菊花大綬章は栄典制度改正後も、制定以来の意匠を保持している。製造個体差以外ほぼ変わらないと言って良い。
戦前などの古い写真では、現時のモノクロ処理の画像とは異なり綬の紫の部分が白く写っている物が多いが、これは当時使用していたフィルムの色反応によるもので、大綬の色味は制定以来変わっていない。

## 運用

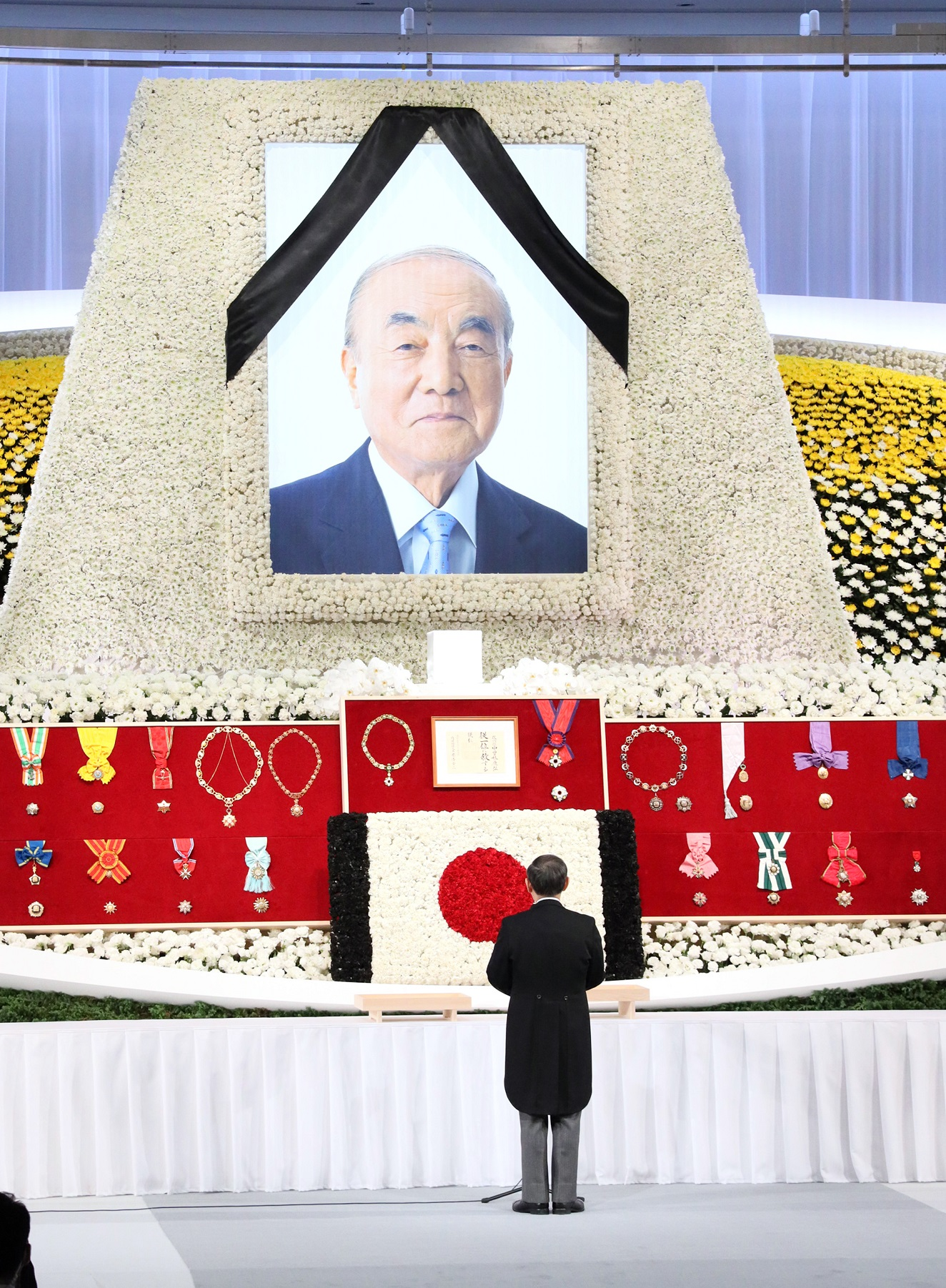
中曽根康弘の内閣・自由民主党合同葬にて供えられた大勲位菊花大綬章（中央右）（2020年10月17日、グランドプリンスホテル新高輪にて）。

旭日章、宝冠章、瑞宝章というこれら三種の普通勲章の上位勲章として桐花章が制定されているが、菊花章はその桐花章を授与するに値するより更に優れた功績を国家にもたらした者が対象とされる。日本国憲法施行後、一般国民への叙勲は、約5年以上内閣総理大臣を務めた者、最高裁判所長官を長年務め多大な功績があった人物などに授与される例が多いが、戦後の生存者叙勲再開後では、生前授与されたのは総理大臣経験者3名と非常に少ない。没後叙勲でも、1974年の田中耕太郎を最後に総理大臣経験者以外の授与例はない。
戦前は皇族・王公族のほか、総理大臣経験者に限らず陸海軍・枢密院などで活躍した者にも授与された。
2003年11月2日までは、「大勲位」という勲等と「菊花大綬章」という勲章に分けられていたが、翌11月3日からの栄典制度改正適用により勲等が廃止され、「大勲位菊花大綬章」が勲章の名称となった。なお、改正時の政令附則により、改正前に授与された者は改正後も引き続き勲等・勲章とを分けた状態で有しているものと扱われる。

### 同気勲章について

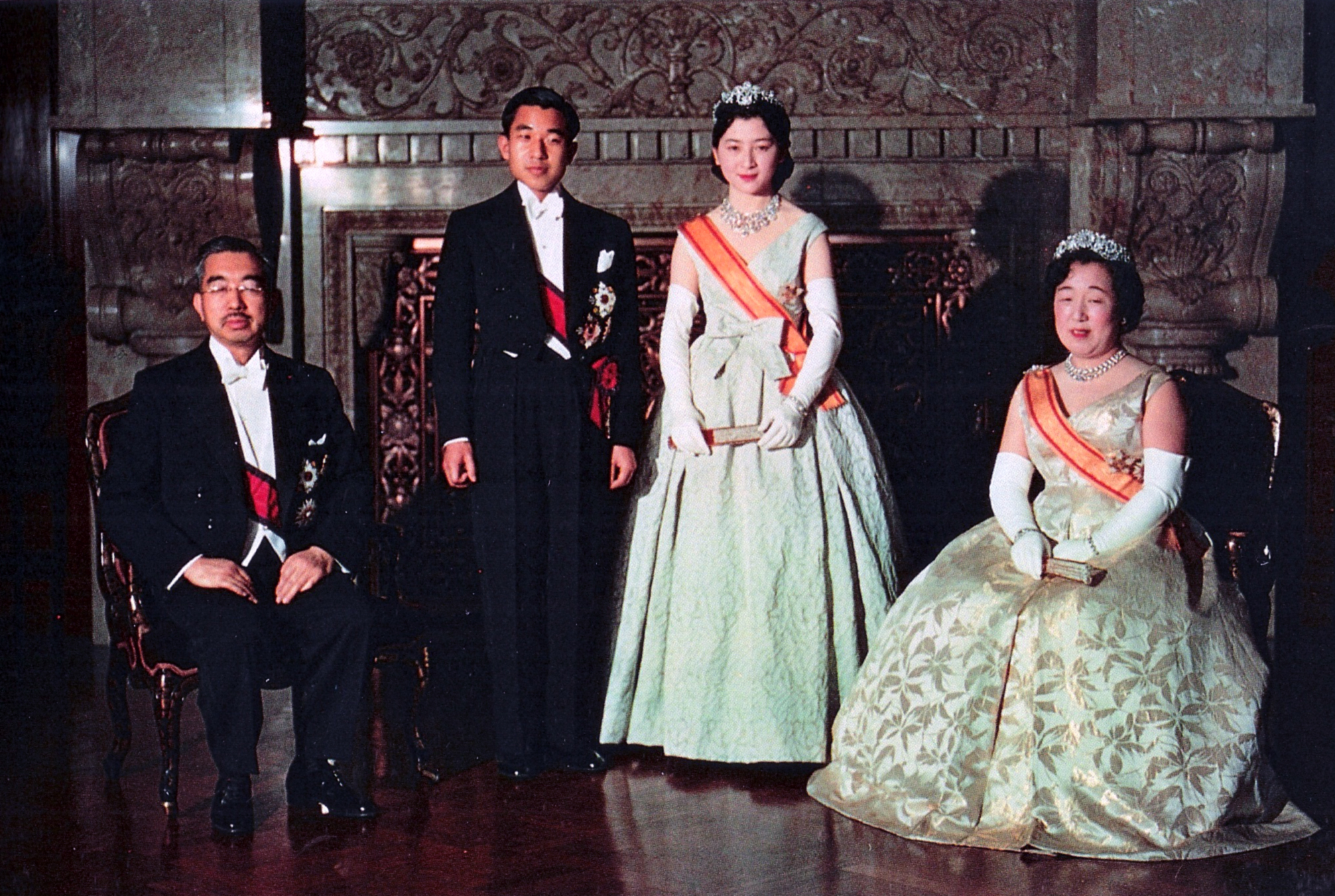
1959年、明仁親王・正田美智子の結婚

当時制定されていた勲章佩用式＜明治21年勅令第76号＞第一条で
「但菊花章ヲ賜ヒタル者ハ旭日桐花大綬章瑞寶一等章ヲ併セ佩フルコトヲ得」
と定められており、同気勲章という慣例的制度として菊花章受章者は同章の受章と同時に勲一等旭日桐花大綬章及び勲一等瑞宝章を授与された。皇族などの旧写真において勲一等旭日桐花大綬章や勲一等瑞宝章の授章記録の無い者であるにもかかわらず、これら三章の併佩が見られるのはこのためである。この際の勲一等旭日桐花大綬章並びに勲一等瑞宝章の受章者欄には記載されることはない。またこの三章併授の例は国内のみで見られる物であって、海外要人（元首）に対する儀礼叙勲等で行われた記録は無い。
現在ではこのような併授は行っておらず、上記の条文がどの時点まで有効であったかを確実に記す資料（法的な根拠の証明）は存在しない。今のところ、1959年（昭和34年）4月に、皇太子明仁親王（現：上皇明仁）の成婚時に正装写真が上記3章を併せて佩用されたのが最後の写真資料になっている。
映像資料では翌1960年（昭和35年）にネパールのマヘンドラ国王夫妻を国賓として迎えた際の宮中晩餐会にて3章併佩の皇太子明仁親王（現：上皇明仁）の姿が確認されている。
1964年（昭和39年）に生前者叙勲が再開されたことにより、戦後初となる菊花大綬章を受章した吉田茂は皇居での親授式後に撮影された写真にて勲一等旭日大綬章を併佩した姿が確認できるため、少なくともこの時点にはすでに同気勲章が無くなっている。

### 外国人に対する儀礼的叙勲での運用
皇族の外遊や国賓としての公式に来日する国家元首レベル以上の者に贈られる。相手国の元首の称号の格に対して最高の勲章が交換されるか、もしくは互いに同等の高位な勲章を交換するのが外交儀礼である。近年では、例えば2011年1月11日に日本を公式訪問したウクライナのヴィクトル・ヤヌコーヴィチ大統領、フランスのフランソワ・オランド大統領へ授与されている。
菊花章については主に君主、大統領などの国家元首がその対象で、特に国王・大公・首長などの君主については、同時に大勲位菊花章頸飾が授与されることが多い。また公式訪問の際に同席する、元首以外の王皇族についても、男子の場合はおおむね大勲位菊花大綬章が贈られる。
女性王族については、勲一等宝冠章（現在の宝冠大綬章）が授与されてきたが、例えばマルグレーテ2世 (デンマーク女王)のように女王などの称号で女性が君主である場合や、コラソン・アキノ(フィリピン大統領)のように女性自身が大統領として国家元首である場合は、大勲位菊花大綬章が授与される。また近年ではスウェーデンのヴィクトリア王太子など、王太子が女性の場合でも同様である。

### 皇族に対する叙勲
皇室典範（いわゆる旧皇室典範）の法体系に属する「皇族身位令」（明治43年皇室令第2号→昭和22年廃止）の規定により、皇族男子に対する叙勲が行われていた。
- 第九条 皇太子皇太孫ハ満七年ニ達シタル後大勲位ニ叙シ菊花大綬章ヲ賜フ
- 第十一条 親王ハ満十五年ニ達シタル後大勲位ニ叙シ菊花大綬章ヲ賜フ

皇族身位令が廃止された1947年（昭和22年）以降は、慣例として旧皇族身位令をおおよそ踏襲し、皇太子が18歳（皇室典範）、親王が20歳（民法）でそれぞれ立太子又は成年を迎えた際に授与されている。

## 受章者一覧

### 皇族・王公族
大日本帝国憲法下
| 受章者名              | 主な官職・役職 | 受章日                     | 備考                       |
| --------------------- | -------------- | -------------------------- | -------------------------- |
| 明治天皇              | 天皇           | 1876年（明治9年）12月27日  | 勲章制定にあたり自ら佩用。 |
| 熾仁親王 （有栖川宮） | 皇族           | 1877年（明治10年）11月2日  |                            |
| 小松宮彰仁親王        | 皇族           | 1882年（明治15年）12月7日  |                            |
| 有栖川宮幟仁親王      | 皇族           | 1886年（明治19年）1月24日  |                            |
| 北白川宮能久親王      | 皇族           | 1886年（明治19年）12月29日 |                            |
| 威仁親王 （有栖川宮） | 皇族           | 1886年（明治19年）12月29日 |                            |
| 久邇宮朝彦親王        | 皇族           | 1886年（明治19年）12月29日 |                            |
| 伏見宮貞愛親王        | 皇族           | 1886年（明治19年）12月29日 |                            |
| 山階宮晃親王          | 皇族           | 1886年（明治19年）12月29日 |                            |
| 閑院宮載仁親王        | 皇族           | 1887年（明治20年）8月18日  |                            |
| 依仁親王（小松宮）    | 皇族           | 1889年（明治22年）7月15日  |                            |
| 嘉仁親王 （大正天皇） | 皇族           | 1889年（明治22年）11月3日  |                            |
| 賀陽宮邦憲王          | 皇族           | 1903年（明治36年）11月3日  |                            |
| 久邇宮邦彦王          | 皇族           | 1903年（明治36年）11月3日  |                            |
| 山階宮菊麿王          | 皇族           | 1903年（明治36年）11月3日  |                            |
| 梨本宮守正王          | 皇族           | 1904年（明治37年）11月3日  |                            |
| 伏見宮博恭王          | 皇族           | 1905年（明治38年）11月3日  |                            |
| 栽仁王（有栖川宮）    | 皇族           | 1908年（明治41年）4月4日   | 没後叙勲                   |
| 裕仁親王 （昭和天皇） | 皇族           | 1912年（大正元年）9月9日   |                            |
| 竹田宮恒久王          | 皇族           | 1913年（大正2年）10月31日  |                            |
| 朝香宮鳩彦王          | 皇族           | 1917年（大正6年）10月31日  |                            |
| 多嘉王（久邇宮）      | 皇族           | 1917年（大正6年）10月31日  |                            |
| 北白川宮成久王        | 皇族           | 1917年（大正6年）10月31日  |                            |
| 東久邇宮稔彦王        | 皇族           | 1917年（大正6年）10月31日  |                            |
| 昌徳宮李王垠          | 王族           | 1920年（大正9年）4月27日   |                            |
| 秩父宮雍仁親王        | 皇族           | 1922年（大正11年）10月25日 |                            |
| 李堈公                | 公族           | 1924年（大正13年）1月8日   |                            |
| 華頂宮博忠王          | 皇族           | 1924年（大正13年）3月19日  |                            |
| 高松宮宣仁親王        | 皇族           | 1925年（大正14年）12月1日  |                            |
| 博義王（伏見宮）      | 皇族           | 1928年（昭和3年）11月3日   |                            |
| 賀陽宮恒憲王          | 皇族           | 1930年（昭和5年）12月7日   |                            |
| 久邇宮朝融王          | 皇族           | 1932年（昭和7年）5月25日   |                            |
| 閑院宮春仁王          | 皇族           | 1934年（昭和9年）11月3日   |                            |
| 三笠宮崇仁親王        | 皇族           | 1936年（昭和11年）10月1日  |                            |
| 北白川宮永久王        | 皇族           | 1940年（昭和15年）9月4日   | 没後叙勲                   |
| 竹田宮恒徳王          | 皇族           | 1940年（昭和15年）11月3日  |                            |
| 李鍵公                | 公族           | 1940年（昭和15年）11月3日  |                            |
| 孚彦王（朝香宮）      | 皇族           | 1943年（昭和18年）11月7日  |                            |
| 李鍝公                | 公族           | 1943年（昭和18年）11月7日  |                            |

日本国憲法下
| 受章者名                       | 主な官職・役職 | 受章日                     | 備考                                                                    |
| ------------------------------ | -------------- | -------------------------- | ----------------------------------------------------------------------- |
| 皇太子明仁親王 （第125代天皇） | 皇族           | 1952年（昭和27年）11月10日 | 1989年（昭和64年）1月7日、皇位継承に伴い菊花章頸飾を佩用。              |
| 正仁親王（常陸宮）             | 皇族           | 1955年（昭和30年）11月28日 | 受章時は義宮                                                            |
| 寬仁親王                       | 皇族           | 1966年（昭和41年）1月5日   |                                                                         |
| 宜仁親王（桂宮）               | 皇族           | 1968年（昭和43年）2月27日  | 受章時は宮号なし                                                        |
| 憲仁親王（高円宮）             | 皇族           | 1974年（昭和49年）12月29日 | 受章時は宮号なし                                                        |
| 徳仁親王（第126代天皇）        | 皇族           | 1980年（昭和55年）2月23日  | 受章時は浩宮 2019年（令和元年）5月1日、皇位継承に伴い菊花章頸飾を佩用。 |
| 文仁親王（秋篠宮）             | 皇族           | 1985年（昭和60年）11月30日 | 受章時は礼宮                                                            |
| 悠仁親王                       | 皇族           | 2025年 (令和7年）9月6日    |                                                                         |

### 一般受章者

#### 明治時代
| 受章者名   | 主な官職・役職                 | 受章日                    | 備考     |
| ---------- | ------------------------------ | ------------------------- | -------- |
| 三条実美   | 太政大臣                       | 1882年（明治15年）4月11日 | 正一位   |
| 岩倉具視   | 右大臣                         | 1882年（明治15年）11月1日 | 贈正一位 |
| 島津久光   | 左大臣                         | 1887年（明治20年）11月5日 |          |
| 中山忠能   | 神祇伯兼宣教長官               | 1888年（明治21年）5月14日 |          |
| 伊藤博文   | 内閣総理大臣                   | 1895年（明治28年）8月5日  |          |
| 九条道孝   | 貴族院議員                     | 1900年（明治33年）5月10日 |          |
| 黒田清隆   | 内閣総理大臣                   | 1900年（明治33年）8月25日 | 没後叙勲 |
| 大山巌     | 参謀総長、元老                 | 1902年（明治35年）6月3日  |          |
| 西郷従道   | 元老                           | 1902年（明治35年）6月3日  |          |
| 山縣有朋   | 内閣総理大臣                   | 1902年（明治35年）6月3日  |          |
| 井上馨     | 元老                           | 1906年（明治39年）4月1日  |          |
| 桂太郎     | 内閣総理大臣                   | 1906年（明治39年）4月1日  |          |
| 東郷平八郎 | 海軍軍令部長、東宮御学問所総裁 | 1906年（明治39年）4月1日  |          |
| 徳大寺実則 | 内大臣兼侍従長                 | 1906年（明治39年）4月1日  |          |
| 松方正義   | 内閣総理大臣                   | 1906年（明治39年）4月1日  |          |
| 野津道貫   | 第4軍司令官、元帥              | 1908年（明治41年）10月6日 |          |

#### 大正時代
| 受章者名   | 主な官職・役職                 | 受章日                    | 備考     |
| ---------- | ------------------------------ | ------------------------- | -------- |
| 伊東祐亨   | 軍令部長、元帥                 | 1913年（大正2年）11月10日 |          |
| 大隈重信   | 内閣総理大臣                   | 1916年（大正5年）7月14日  |          |
| 西園寺公望 | 内閣総理大臣                   | 1918年（大正7年）12月21日 |          |
| 寺内正毅   | 内閣総理大臣                   | 1919年（大正8年）11月3日  | 没後叙勲 |
| 原敬       | 内閣総理大臣                   | 1921年（大正10年）11月4日 | 没後叙勲 |
| 樺山資紀   | 台湾総督、枢密顧問官           | 1922年（大正11年）2月8日  | 没後叙勲 |
| 加藤友三郎 | 内閣総理大臣                   | 1923年（大正12年）8月24日 | 没後叙勲 |
| 長谷川好道 | 朝鮮総督                       | 1924年（大正13年）1月28日 | 没後叙勲 |
| 加藤高明   | 内閣総理大臣                   | 1926年（大正15年）1月28日 | 没後叙勲 |
| 李完用     | 大韓帝国内閣総理大臣           | 1926年（大正15年）2月12日 |          |
| 川村景明   | 軍事参議官兼東京衛戍総督、元帥 | 1926年（大正15年）4月28日 | 没後叙勲 |

#### 昭和時代（戦前）
| 受章者名   | 主な官職・役職                       | 受章日                     | 備考     |
| ---------- | ------------------------------------ | -------------------------- | -------- |
| 奥保鞏     | 参謀総長、元帥                       | 1928年（昭和3年）11月10日  |          |
| 山本権兵衛 | 内閣総理大臣、海軍大臣               | 1928年（昭和3年）11月10日  |          |
| 井上良馨   | 海軍参謀部長、元帥                   | 1929年（昭和4年）3月22日   | 没後叙勲 |
| 上原勇作   | 参謀総長、陸軍大臣、教育総監、元帥   | 1933年（昭和8年）11月8日   | 没後叙勲 |
| 斎藤実     | 内閣総理大臣、内大臣                 | 1936年（昭和11年）2月26日  | 没後叙勲 |
| 高橋是清   | 内閣総理大臣、大蔵大臣               | 1936年（昭和11年）2月26日  | 没後叙勲 |
| 徳川家達   | 貴族院議長                           | 1940年（昭和15年）6月5日   | 没後叙勲 |
| 金子堅太郎 | 枢密顧問官                           | 1942年（昭和17年）5月16日  | 没後叙勲 |
| 清浦奎吾   | 内閣総理大臣                         | 1942年（昭和17年）11月5日  | 没後叙勲 |
| 汪兆銘     | 中華民国南京国民政府行政院長（首相） | 1942年（昭和17年）12月22日 |          |
| 山本五十六 | 連合艦隊司令長官兼第一艦隊司令長官   | 1943年（昭和18年）4月18日  | 没後叙勲 |
| 一木喜徳郎 | 枢密院議長、宮内大臣                 | 1944年（昭和19年）12月17日 | 没後叙勲 |

#### 昭和（戦後）および平成・令和時代
| 受章者名                 | 主な官職・役職       | 受章日                     | 備考                                                                   |
| ------------------------ | -------------------- | -------------------------- | ---------------------------------------------------------------------- |
| 鳩山一郎                 | 内閣総理大臣         | 1959年（昭和34年）3月7日   | 正二位、没後叙勲                                                       |
| 吉田茂                   | 内閣総理大臣         | 1964年（昭和39年）4月29日  | 従一位 1967年（昭和42年）10月20日、菊花章頸飾を没後追贈                |
| 池田勇人                 | 内閣総理大臣         | 1965年（昭和40年）8月13日  | 正二位、没後叙勲                                                       |
| ヨシップ・ブロズ・チトー | ユーゴスラビア大統領 | 1968年 (昭和43年) 4月8日   | 東側諸国の元首で、唯一の受章者。                                       |
| 佐藤榮作                 | 内閣総理大臣         | 1972年（昭和47年）11月3日  | 従一位 1975年（昭和50年）6月3日、菊花章頸飾を没後追贈                  |
| 田中耕太郎               | 最高裁判所長官       | 1974年（昭和49年）3月1日   | 1960年（昭和35年）11月3日、文化勲章を受章 正二位、没後叙勲             |
| 大平正芳                 | 内閣総理大臣         | 1980年（昭和55年）6月12日  | 正二位、没後叙勲                                                       |
| 岸信介                   | 内閣総理大臣         | 1987年（昭和62年）8月7日   | 正二位、没後叙勲 1967年（昭和42年）4月29日、勲一等旭日桐花大綬章を受章 |
| 三木武夫                 | 内閣総理大臣         | 1988年（昭和63年）11月14日 | 正二位、没後叙勲                                                       |
| 福田赳夫                 | 内閣総理大臣         | 1995年（平成7年）7月5日    | 正二位、没後叙勲                                                       |
| 中曽根康弘               | 内閣総理大臣         | 1997年（平成9年）4月29日   | 従一位 2019年（令和元年）11月29日、菊花章頸飾を没後追贈                |
| 小渕恵三                 | 内閣総理大臣         | 2000年（平成12年）5月14日  | 正二位、没後叙勲                                                       |
| 竹下登                   | 内閣総理大臣         | 2000年（平成12年）6月19日  | 正二位、没後叙勲                                                       |
| 鈴木善幸                 | 内閣総理大臣         | 2004年（平成16年）7月19日  | 正二位、没後叙勲                                                       |
| 橋本龍太郎               | 内閣総理大臣         | 2006年（平成18年）7月1日   | 正二位、没後叙勲                                                       |
| 海部俊樹                 | 内閣総理大臣         | 2022年（令和4年）1月9日    | 正二位、没後叙勲 2011年（平成23年）6月24日、桐花大綬章を受章           |
| 安倍晋三                 | 内閣総理大臣         | 2022年（令和4年）7月8日    | 従一位、没後叙勲 大勲位菊花章頸飾同時追贈                              |